# Schizogyne
Schizogyne là một chi thực vật có hoa trong họ Cúc (Asteraceae).

## Loài
Chi Schizogyne gồm các loài: